# Chiêu Hoài Hoàng hậu
Chiêu Hoài Hoàng hậu (chữ Hán: 昭懷皇后, 1079 - 1113), còn gọi là Nguyên Phù Hoàng hậu (元符皇后) hoặc Sùng Ân Thái hậu (崇恩太后) là Hoàng hậu thứ hai của Tống Triết Tông Triệu Hú.
Bà vốn là sủng phi của Tống Triết Tông, nhưng tính tình kiêu căng ngạo mạn, vô cùng tàn độc, xem thường lễ giáo, nhiễu loạn cung quy, hãm hại Hoàng hậu đầu tiên của Tống Triết Tông là Chiêu Từ Thánh Hiến Mạnh Hoàng hậu nhằm soán ngôi. Dưới thời Tống Huy Tông, bà được gia ân tôn làm Thái hậu, nhưng không phải Hoàng thái hậu.

## Tiểu sử
Hoàng hậu họ Lưu (劉), không rõ tên thật, dã sử gọi là Thanh Tinh (清菁), cũng không rõ quê quán ở đâu. Tằng tổ Lưu Vịnh (劉泳), tặng Thái tử Thiếu bảo, sau lên Thái tử Thái bảo; tằng tổ mẫu Cảnh thị (耿氏) tặng Hàm Ninh Quận Thái phu nhân, sau cải lên Phúc Quốc. Tổ phụ là Lưu Chí (劉志), trước tặng Thái tử Thiếu phó, sau lên Thái tử Thái phó; tổ mẫu Thời thị (時氏) tặng Đại Ninh Quận Thái phu nhân, lại thăng Cát Quốc. Thân phụ là Lưu An Thành (刘安成), tặng Thái tử Thiếu sư, sau tặng Thái tử Thái sư, tước Đông Bình quận vương. Đích mẫu Thời thị (時氏) trước tặng làm Hòa Chính Quận phu nhân, sau tặng Vĩnh Quốc Thái phu nhân; sinh mẫu Vương thị (王氏) trước được truy tặng làm Vĩnh Gia Quận Thái phu nhân, sau cải phong tặng thành Khang Quốc Thái phu nhân.
Ban đầu Lưu thị vào cung làm Ngự thị (御侍). Do thông minh lanh lợi, có nhan sắc, được sử sách ghi nhận: ["Minh diễm quan hậu đình, đa tài đa nghệ"; 明豔冠後庭，且多才藝], nhanh chóng chiếm được sự sủng ái của Tống Triết Tông. Bà cũng rất được lòng sinh mẫu của Tống Triết Tông là Chu Hoàng thái phi. Năm Thiệu Thánh nguyên niên (1094) được tấn phong làm Bình Xương quận quân (平昌郡君). Năm thứ 2 (1095), tháng 5 tấn phong Mỹ nhân, sang tháng 10 lại phong Tiệp dư. Đắc sủng không lâu, Lưu Tiệp dư sinh được Hoàng nữ thứ 3 của Triết Tông là Tần quốc Khang Ý Trưởng công chúa. Tuy là con gái nhưng vì mẹ được sủng nên công chúa cũng được Triết Tông hết mực yêu quý.
Trước khi sủng ái Lưu Tiệp dư, Triết Tông đã nghe lời Tuyên Nhân Thái hoàng thái hậu, lập cháu gái của Thái úy Mạnh Nguyên là Mạnh thị làm Hoàng hậu. Lưu Tiệp dư cậy sủng nên kiêu căng ngạo mạn, xem thường Mạnh hoàng hậu.

## Hãm hại Hoàng hậu
Năm Thiệu Thánh thứ 3 (1096), theo lệ thì Hoàng hậu và các phi tần đến tế ở Cảnh Linh cung, lễ xong thì Hoàng hậu và các phi tần được ngồi. Lưu Tiệp dư không thèm để ý, một mình bỏ đi xem hoa, ai cũng lấy làm bất bình. Đến mùa đông cùng năm, Mạnh hậu dẫn các phi tần đến Long Hựu cung yết kiến Khâm Thánh Thái hậu Hướng thị. Mạnh hoàng hậu theo lệ được ngồi ở ghế trên, các phi tần phải ngồi ở hai bên. Lưu tiệp dư không ngồi, mặt biến sắc; người hầu lấy ghế của Tiệp dư đặt ngang chỗ Mạnh hậu, Tiệp dư mới chịu ngồi. Lưu thái hậu vào cung, phi tần đứng dậy thỉnh an, Tiệp dư toan ngồi thì chiếc ghế bị dẹp mất, khiến bà ngã sóng xoài; sau đó về khóc lóc với Triết Tông. Lưu Tiệp dư dần có hiềm khích với Mạnh hậu, tìm cách lật đổ, bèn cùng Nội thị Hác Tùy (郝隨) liên lạc với Chương Đôn, Thái Kinh bên ngoài.
Mùa thu năm ấy, con gái Mạnh Hoàng hậu là Phúc Khánh công chúa bị bệnh; chị gái bà thường ra vào cung cấm, biết chuyện đó liền đi xin một lá bùa trừ tà cho công chúa và mời đạo sĩ vào cung làm phép. Mạnh hậu biết chuyện, sợ mang vạ nên nói lại với Triết Tông. Hoàng đế ban đầu cho là chuyện thường tình của con người, không trách tội gì, Mạnh hậu bèn đốt lá bùa trước mặt Triết Tông. Tuy nhiên, tin tức này đã lan truyền trong cung, lời dị nghị nổi lên. Không bao lâu sau, Phúc Khánh công chúa qua đời, lại có người của Lưu Tiệp dư đến tố cáo mẹ nuôi của bà là Thính Tuyên phu nhân Yến thị cầu khấn trong Tam Mạo am, xin cho Mạnh hậu sớm sinh được Hoàng tử. Lưu tiệp dư tung tin trong cung rằng Mạnh hậu dùng bùa chú, tà thuật với ý đồ xấu. Một hôm, Nội thị Hác Tùy lại đến tố cáo Mạnh hậu làm phép trong am, Triết Tông sai Nhập nội áp ban Lương Tùng Chánh (梁從政) và Quản đương ngự dược viện Tô Khuê (蘇珪) đến bắt hoạn quan, cung nữ hơn 30 người, giao cho bọn Thị ngự sử Đổng Đôn Dật (董敦逸) tra hỏi, nhưng không ai chịu khai gian. Đôn Dật bị Chương Đôn (章惇) uy hiếp, phải làm một bản khẩu cung giả trình lên. Tháng 9 năm ấy, ngày Ất Mão, Tống Triết Tông hạ chiếu phế bỏ Mạnh hậu, đày ra Diêu Hoa cung (瑤華宮), hiệu Hoa Dương giáo chủ (華陽教主), Ngọc Thanh Diệu Tĩnh tiên sinh (玉清妙靜仙師), pháp danh Xung Chân (沖真).

## Sách lập Hoàng hậu
Năm Thiệu Thánh thứ 4 (1097), sau khi sinh hạ Dương Quốc công chúa, Lưu Tiệp dư được thăng lên Hiền phi (賢妃). Năm Nguyên Phù năm thứ 2 (1099), ngày 8 tháng 8, Lưu Hiền phi hạ sinh Hoàng tử Triệu Mậu (趙茂), Tống Triết Tông đại hỉ.
Tháng 9, trăm quan dâng sớ chúc mừng, đề nghị Hoàng đế lập Lưu Hiền phi làm Kế hậu, Triết Tông đồng ý. Ngày Đinh Mùi tháng ấy (8), Triết Tông hạ chiếu nghị lập Lưu Hiền phi làm Hoàng hậu. Về việc này, quan chánh ngôn Trâu Hạo (鄒浩) dâng sớ nói Lưu Hiền phi hại Mạnh hậu đến nỗi bị phế, thì không nên cho chính vị cung trung. Sớ viết:
| “                                            | 臣聞禮曰：「天子之與後，猶日之與月，陰之與陽，相須而成者也。」「天子理陽道，後治陰德；天子聽外治，後聽內職。」然則立後以配天子，安得不謹！今陛下為天下擇母，而所立乃賢妃劉氏，一時公議，莫不疑惑，誠以國家自有仁祖故事，不可不遵用之耳。蓋皇后郭氏與美人尚氏爭寵致罪，仁祖既廢後，不旋踵並斥美人，所以示公也。及至立後，則不選於妃嬪，必選於貴族，而立慈聖光獻，所以遠嫌也，所以為天下萬世法也。陛下以罪廢孟氏，與廢郭氏實無以異。然孟氏之罪未嘗付外雜治，果與賢妃爭寵而致罪乎，世固不得而知也；果不與賢妃爭寵而致罪乎，世亦不得而知也。若與賢妃爭寵而致罪，則並斥美人以示公，固有仁祖故事存焉。若不與賢妃爭寵而致罪，則不立妃嬪以遠嫌，亦有仁祖故事存焉。二者必居一於此矣，不可得而逃也。況孟氏得罪之初，天下孰不疑立賢妃以為後！及讀詔書有「別選賢族」之語，又聞陛下臨朝慨嘆，以廢後為國家不幸，又見宗室有立妾之請，陛下怒其輕亂名分，而重賜譴責，於是天下始釋然，不疑陛下立後之意在賢妃也。今果立，則天下之所以期陛下者，皆莫之信矣。載在史冊，傳示萬世，不免上累聖德，可不惜哉！且五伯者，三王之罪人也，其葵邱之會，載書猶首曰：「無以妾為妻。」況陛下之聖，高出三王之上，其可忽此乎！萬一自此以後，士大夫有以妾為妻者，臣僚糾劾以聞，陛下何以處之？不治，則傷化敗俗，無以為國治之則。上行下效，難以責人。孔子曰：「名不正，則言不順；言不順，則事不成；事不成，則禮樂不興；禮樂不興，則刑罰不中；刑罰不中，則民無所措手足。」夫名之不正，遂至民無所措手足，其為害可勝道哉！尤不可不察也。臣伏睹陛下天性仁孝，追奉休烈，惟恐一毫不當先帝之意。然先帝在位動以二帝三王為法，斥兩漢而不取。今陛下乃引自漢以來有為五伯之所不為者以自比，是豈先帝之意乎？是豈繼志述事所當然者乎？此尤公議之所未喻也。臣觀白麻內再三言之者，不過稱賢妃有子及引永平、祥符立後事以為所資之故實。臣請論其所以然者。若曰有子可以為後，則永平中貴人馬氏未嘗有子也，所以立為後者，以德冠後宮故也；祥符中德妃劉氏未嘗有子也，所以立為後者，以鍾英甲族故也。又況貴人之系實為馬援之女，德妃之時且無廢後之嫌，其與賢妃事體迥然異矣。若曰賢妃德冠後宮亦如貴人，鍾英甲族亦如德妃，則何不於孟氏罷廢之初，用立慈聖光獻故事便立之乎？必遷延四年以待今日果何意耶？必欲以此示天下果信之邪？兼臣聞頃年冬享景靈宮，賢妃實隨駕以往，是日雷作，其變甚異。今又宣麻之後，大雨繼日，已而飛雹。又自告天地、宗廟、社稷以來，陰霪不止，以動人心，則上天之意益可見矣。陛下事天甚謹，畏天甚至，尤宜思所以動天而致然者。考之人事既如彼，求之天意又如此，安可不留聖慮乎？伏望聖慈深賜照納，不以一時改命為甚難，而以萬世公議為足畏，追停冊禮，別選賢族，如初詔施行。庶幾上答天意，下慰人心，為宗廟、社稷之計，不勝幸甚。 . Thần văn lễ viết: "Thiên tử chi dữ hậu, do nhật chi dữ nguyệt, âm chi dữ dương, tương tu nhi thành giả dã. Thiên tử lý dương đạo, hậu trị âm đức; Thiên tử thính ngoại trị, hậu thính nội chức". Nhiên tắc lập Hậu dĩ phối Thiên tử, an đắc bất cẩn! Kim bệ hạ vi thiên hạ trạch mẫu, nhi sở lập nãi Hiền phi Lưu thị, nhất thời công nghị, mạc bất nghi hoặc, thành dĩ quốc gia tự hữu nhân tổ cố sự, bất khả bất tuân dụng chi nhĩ. Cái Hoàng hậu Quách thị dữ Mỹ nhân Thượng thị tranh sủng trí tội, nhân tổ kí Phế hậu, bất toàn chủng tịnh xích Mỹ nhân, sở dĩ kỳ công dã. Cập chí lập Hậu, tắc bất tuyển vu phi tần, tất tuyển vu quý tộc, nhi lập Từ Thánh Quang Hiến, sở dĩ viễn hiềm dã, sở dĩ vi thiên hạ vạn thế pháp dã. Bệ hạ dĩ tội phế Mạnh thị, dữ phế Quách thị thật vô dĩ dị. Nhiên Mạnh thị chi tội vị thường phó ngoại tạp trị, quả dữ Hiền phi tranh sủng nhi trí tội hồ, thế cố bất đắc nhi tri dã; quả bất dữ Hiền phi tranh sủng nhi trí tội hồ, thế diệc bất đắc nhi tri dã. Nhược dữ Hiền phi tranh sủng nhi trí tội, tắc tịnh xích Mỹ nhân dĩ kỳ công, cố hữu nhân tổ cố sự tồn yên. Nhược bất dữ hiền phi tranh sủng nhi trí tội, tắc bất lập phi tần dĩ viễn hiềm, diệc hữu nhân tổ cố sự tồn yên. Nhị giả tất cư nhất vu thử hĩ, bất khả đắc nhi đào dã. Huống Mạnh thị đắc tội chi sơ, thiên hạ thục bất nghi lập Hiền phi dĩ vi Hậu! Cập độc chiếu thư hữu "Biệt tuyển hiền tộc" chi ngữ, hựu văn bệ hạ lâm triều khái thán, dĩ Phế hậu vi quốc gia bất hạnh, hựu kiến tông thất hữu lập thiếp chi thỉnh, bệ hạ nộ kỳ khinh loạn danh phân, nhi trọng tứ khiển trách, vu thị thiên hạ thủy thích nhiên, bất nghi bệ hạ lập hậu chi ý tại Hiền phi dã. Kim quả lập, tắc thiên hạ chi sở dĩ kỳ bệ hạ giả, giai mạc chi tín hĩ. Tái tại sử sách, truyện kỳ vạn thế, bất miễn thượng luy thánh đức, khả bất tích tai! Thả Ngũ bá giả, Tam vương chi tội nhân dã, kỳ Quỳ Khâu chi hội, tái thư do thủ viết:"Vô dĩ thiếp vi thê". Huống bệ hạ chi thánh, cao xuất Tam vương chi thượng, kỳ khả hốt thử hồ! Vạn nhất tự thử dĩ hậu, Sĩ đại phu hữu dĩ thiếp vi thê giả, thần liêu củ hặc dĩ văn, bệ hạ hà dĩ xử chi? Bất trị, tắc thương hóa bại tục, vô dĩ vi quốc trị chi tắc. Thượng hành hạ hiệu, nan dĩ trách nhân. Khổng tử viết:"Danh bất chính, tắc ngôn bất thuận; ngôn bất thuận, tắc sự bất thành; sự bất thành, tắc lễ nhạc bất hưng; lễ nhạc bất hưng, tắc hình phạt bất trung; hình phạt bất trung, tắc dân vô sở thố thủ túc". Phu danh chi bất chính, toại chí dân vô sở thố thủ túc, kỳ vi hại khả thắng đạo tai! Vưu bất khả bất sát dã. Thần phục đổ bệ hạ thiên tính nhân hiếu, truy phụng hưu liệt, duy khủng nhất hào bất đương tiên đế chi ý. Nhiên tiên đế tại vị động dĩ Nhị đế Tam vương vi pháp, xích Lưỡng Hán nhi bất thủ. Kim bệ hạ nãi dẫn tự hán dĩ lai hữu vi Ngũ bá chi sở bất vi giả dĩ tự bỉ, thị khởi tiên đế chi ý hồ? Thị khởi kế chí thuật sự sở đương nhiên giả hồ? Thử vưu công nghị chi sở vị dụ dã. Thần quan bạch ma nội tái tam ngôn chi giả, bất quá xưng hiền phi hữu tử cập dẫn vĩnh bình, tường phù lập hậu sự dĩ vi sở tư chi cố thật. Thần thỉnh luận kỳ sở dĩ nhiên giả. Nhược viết hữu tử khả dĩ vi Hậu, tắc Vĩnh Bình trung Quý nhân Mã thị vị thường hữu tử dã, sở dĩ lập vi Hậu giả, dĩ đức quan hậu cung cố dã; Tường Phù trung Đức phi Lưu thị vị thường hữu tử dã, sở dĩ lập vi Hậu giả, dĩ chung anh giáp tộc cố dã. Hựu huống Quý nhân chi hệ thật vi Mã Viện chi nữ, Đức phi chi thời thả vô Phế hậu chi hiềm, kỳ dữ Hiền phi sự thể huýnh nhiên dị hĩ. Nhược viết Hiền phi đức quan hậu cung diệc như Quý nhân, chung anh giáp tộc diệc như Đức phi, tắc hà bất vu Mạnh thị bãi phế chi sơ, dụng lập Từ Thánh Quang Hiến cố sự tiện lập chi hồ? Tất thiên duyên tứ niên dĩ đãi kim nhật quả hà ý gia? Tất dục dĩ thử kỳ thiên hạ quả tín chi tà? Kiêm thần văn khoảnh niên đông hưởng Cảnh Linh cung, Hiền phi thật tùy giá dĩ vãng, thị nhật lôi tác, kỳ biến thậm dị. Kim hựu tuyên ma chi hậu, đại vũ kế nhật, dĩ nhi phi bạc. Hựu tự cáo Thiên địa, Tông miếu, Xã tắc dĩ lai, âm dâm bất chỉ, dĩ động nhân tâm, tắc thượng thiên chi ý ích khả kiến hĩ. Bệ hạ sự thiên thậm cẩn, úy thiên thậm chí, vưu nghi tư sở dĩ động thiên nhi trí nhiên giả. Khảo chi nhân sự kí như bỉ, cầu chi thiên ý hựu như thử, an khả bất lưu thánh lự hồ? Phục vọng thánh từ thâm tứ chiếu nạp, bất dĩ nhất thời cải mệnh vi thậm nan, nhi dĩ vạn thế công nghị vi túc úy, truy đình sách lễ, biệt tuyển hiền tộc, như sơ chiếu thi hành. Thứ kỉ thượng đáp thiên ý, hạ úy nhân tâm, vi Tông miếu, Xã tắc chi kế, bất thắng hạnh thậm. | ” |
| — Tấu sớ giáng lập Lưu Hiền phi của Trâu Hạo | |   |

Đại ý của Trâu Hạo dẫn lại việc Quách hoàng hậu của Tống Nhân Tông bị phế, là do cùng Thượng Mỹ nhân tranh chấp, cả Hậu và Mỹ nhân sau đó đều bị tội. Mạnh hậu không tội, tức Hiền phi có tội, đáng phế không hết, nay lại được lập Hậu. Bên cạnh đó, các triều đều tuyển nữ nhi nhà gia thế để lập Hậu, hiếm khi tấn phong phi tần làm chính thê, nếu lập Hiền phi làm Hậu tắc sẽ tổn hại nghi chế. Tuy nhiên, Tống Triết Tông đem việc Chương Hiến Minh Túc Hoàng hậu trước kia để bác bỏ, cho rằng Trâu Hạo lời lẽ ngông cuồng quá quắc. Trâu Hạo sau đó bị bọn Chương Đôn vu tội rồi bị đuổi khỏi triều đình. Ngày Bính Dần tháng ấy (27), Triết Tông ngự Văn Đức điện, sách lập Lưu Hiền phi làm Hoàng hậu, chiếu như lệ cũ của Mạnh hậu.
Trước đó, vào ngày Kỷ Mùi (20), 7 ngày trước khi lễ sách lập Hoàng hậu diễn ra, Hoàng tử Triệu Mậu qua đời khi chỉ mới hơn một tháng tuổi. Rồi sau lễ sách lập hai ngày (29), con gái của Lưu Hoàng hậu là Dương Quốc công chúa cũng chết yểu. Lưu Hoàng hậu khóc than thương tâm trong cùng 1 tháng mất cả 2 đứa con, Tống Triết Tông bi thương nên sinh bệnh.

## Thời kỳ góa phụ
Năm Nguyên Phù thứ 3 (1100), mùa xuân, ngày Kỷ Mão, Tống Triết Tông đột ngột băng hà khi chỉ vừa 25 tuổi. Tình thế đó khiến Hướng thái hậu chủ trì đại cuộc, lập Đoan vương Triệu Cát làm Tân đế, tức Tống Huy Tông. Ngày Tân Tị, Lưu hậu với thân phận Hoàng tẩu nên không tôn Hoàng thái hậu mà được phong Nguyên Phù Hoàng hậu (元符皇后).
Bấy giờ, Hướng thái hậu thông qua quan Thượng thư Tả bộc xạ Hàn Trung Ngạn (韓忠彥), dâng sớ tâu rằng Phế hậu Mạnh thị vô tội, nên phục hồi địa vị. Tống Huy Tông cho đón Phế hậu về cung, phục vị Hoàng hậu, phong làm Nguyên Hựu Hoàng hậu (元祐皇后). Việc này khiến Nguyên Phù Hoàng hậu vô cùng căm phẫn.
Năm sau (1101), mùa xuân, Hướng thái hậu qua đời, phe Tân pháp lại được dịp nổi lên, trừ bỏ phe Thủ cựu. Nguyên Phù Hoàng hậu căm ghét việc Mạnh hậu phục vị nên giật dây Thái Kinh dâng tấu lên Tống Huy Tông, nói Nguyên Hựu Hoàng hậu không đáng phục vị, Huy Tông bất đắc dĩ phải đưa Nguyên Hựu Hoàng hậu trở lại Diêu Hoa cung. Nguyên Phù Hoàng hậu còn căm ghét Trâu Hạo chuyện can giáng việc lập Hậu khi trước, bèn ngầm ám thị Thái Kinh kiếm một bản sớ trước kia của Hạo tố cáo: "Lưu hậu đoạt con của Trác thị. Giết mẹ đoạt con, dối người nhưng không dối được trời" và bảo Trâu Hạo là kẻ điên cuồng. Tống Huy Tông nổi giận, cho rằng Trâu Hạo phỉ báng Tiên đế và Nguyên Phù Hoàng hậu, bèn đày Trâu Hạo ra an trí ở Vĩnh Châu.
Năm Sùng Ninh thứ 2 (1103), tháng 2, Tống Huy Tông tôn Nguyên Phù Hoàng hậu làm Thái hậu, do trú ở Sùng Ân cung nên cũng gọi thành Sùng Ân Thái hậu (崇恩太后). Danh xưng [Thái hậu] của bà không phải phong hiệu [Hoàng thái hậu] - sinh mẫu hay đích mẫu của Hoàng đế, vì bà chỉ là hoàng tẩu của tiên đế đời trước. Lưu thái hậu từ khi đó sinh kiêu ngạo quá độ, muốn can dự cả việc bên ngoài, tư thông với nhiều người. Khi Tống Huy Tông bị bệnh, mưu đồ can dự chính sự dã tâm. Quần thần bất mãn ngày càng nhiều, có người bí mật tâu lên Tống Huy Tông khiến Hoàng đế không vui.
Năm Chính Hòa thứ 3 (1113), tháng 2, Tống Huy Tông bàn định quần thần, chuẩn bị nghị phế. Ngày Tân Mão (9), Sùng Ân Thái hậu uất ức treo cổ tự tử, khi 35 tuổi. Tháng 4, sách thụy là Chiêu Hoài Hoàng hậu (昭懷皇后), sang tháng 5 ngày Bính Ngọ (27) thì được táng vào Vĩnh Thái lăng (永泰陵) và sang tháng 6 thì thăng phụ thần chủ lên Thái Miếu bên cạnh thần vị của Tống Triết Tông.

## Hậu duệ
Lưu Hoàng hậu hạ sinh cho Tống Triết Tông 1 Hoàng tử và 2 Hoàng nữ:
1. Tần Quốc Khang Ý Trưởng công chúa [秦國康懿長公主; 11 tháng 6, 1096 - 30 tháng 8, 1164], con gái thứ 3 của Tống Triết Tông.
Sinh vào năm Thiệu Thánh thứ 3, tháng 6. Năm Thiệu Thánh thứ 4 (1097), phong làm Ý Khang công chúa (懿康公主), từ nhỏ rất được Đế-Hậu thương yêu chiều chuộng. Tống Huy Tông tức vị, cải thành Gia Quốc công chúa (嘉國公主) rồi Khánh Quốc công chúa (慶國公主). Năm Chính Hòa thứ 2 (1112), cải thành Hàn Quốc công chúa (韓國公主), hạ giá lấy Phan Chánh Phu (潘正夫), hậu duệ dòng dõi Khai quốc công thần Phan Mỹ. Năm sau, quy chế mới định ra, công chúa được cải phong Thục Thuận Đế cơ (淑慎帝姬). Công chúa hạ giá Phan gia, giữ đạo tiết nghĩa, với phu quân phi thường ân ái, được gọi là ["Hoàng thất hiền cơ"; 皇室贤姬]. Thời Sự kiện Tĩnh Khang, công chúa lưu tại Biện Kinh cùng Hiền Đức Ý Hành Đại Trưởng công chúa - con gái của Tống Nhân Tông. Sau Nam Tống tái lập, phế bỏ Đế cơ chế độ, cải phong Ngô Quốc Trưởng công chúa (吳國長公主), tạm cư Vụ Châu. Tống Hiếu Tông tức vị, tiến phong Tần Quốc Đại Trưởng công chúa (秦國大長公主).
2. Dương Quốc công chúa [揚國公主; 1097 - 1099], con gái thứ 4 của Tống Triết Tông, chết non.
Sinh năm Thiệu Thánh thứ 4, sơ phong Ý Ninh công chúa (懿寧公主). Năm Nguyên Phù thứ 2, ngày 29 tháng 9 (âm lịch), công chúa qua đời, truy thuỵ Dương Quốc công chúa. Tống Huy Tông tức vị, cải thành Thuần Mĩ Đế cơ (純美帝姬).
3. Triệu Mậu [趙茂; 26 tháng 8, 1099 - 6 tháng 10, 1099], con trai duy nhất của Tống Triết Tông.
Sinh ngày 8 tháng 8 năm Nguyên Phù năm thứ 2. Qua đời được truy thụy là Việt Xung Hiến vương (越冲献王). Tống Huy Tông tức vị, cải phong làm Hoàng thái tử, thụy là Hiến Mẫn Thái tử (献愍太子).